# 汪福祥
汪福祥（1926年4月—2010年1月22日），男，青海西宁人，中华人民共和国政治人物，曾任青海省人民政府副省长，青海省政协副主席。